# 馬特吉·德拉克
馬特吉·德拉克（1992年8月20日—）是一位克羅地亞足球運動員。在場上的位置是門將，現效力(由切爾西足球俱樂部借)。

## 榮譽
維多利亞
- 葡萄牙盃：2012–13

萨拉热窝
- 波斯尼亞和黑塞哥維那超級足球聯賽：2014–15
- 波黑杯：2013–14